# Vårdberg
Vårdberg är en kulle i Åland (Finland). Den ligger i den västra delen av landskapet, 22 km norr om huvudstaden Mariehamn. 